# 以色列—乌拉圭关系
以色列—乌拉圭关系指以色列国和乌拉圭东岸共和国之间的双边关系。乌拉圭是南美洲首个，亦是全球范围内第四个承认以色列的国家。

## 历史

### 20世纪
1920年，时任乌拉圭外交部长阿尔韦托·瓜尼作为该国代表出席圣雷莫会议，在会上表态支持在巴勒斯坦地区建立犹太国家。1944年7月7日，乌拉圭支持希伯来巴勒斯坦委员会（Comité Uruguayo Pro-Palestina Hebrea; CUPP）成立。该组织由自由派人士创立，并与犹太事务局及乌拉圭犹太人中央委员会合作，在政治与公共领域全力声援犹太复国事业。其创始成员包括学者、政界人士和知识分子，如卡洛斯·萨瓦特·埃尔卡斯蒂、乌戈·费尔南德斯·阿图西奥与何塞·佩德罗·卡多索（二人均来自社会党），以及埃克托尔·派塞·雷耶斯（Héctor Payssé Reyes）。
1947年5月，乌拉圭当选为联合国大会巴勒斯坦问题特别调查委员会成员（该委员会由11个国家组成）。乌拉圭代表团由恩里克·罗德里格斯·法夫雷加特任代表，奥斯卡·塞科·埃劳里为副代表，埃德蒙多·西斯托（Edmundo Sisto）担任秘书。同年11月29日，乌拉圭投票支持联合国大会第181号决议，该决议决定将英属巴勒斯坦托管地划分为两个国家。

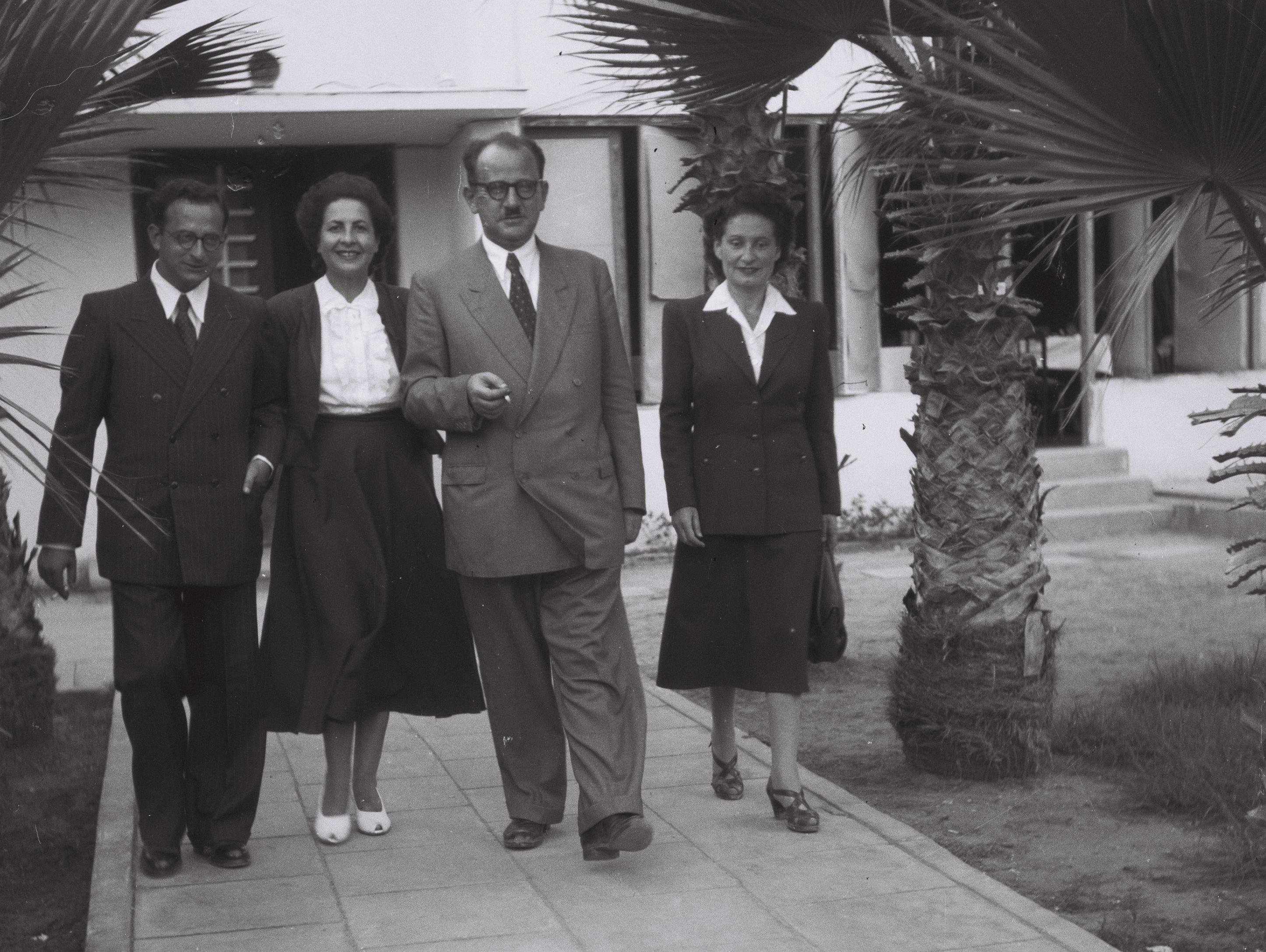
1949年10月伊扎克·纳冯率领以色列代表团访问蒙得维的亚

1948年5月14日以色列国宣布独立后，乌拉圭在五天内便予以正式承认，成为继美国、危地马拉和苏联之后第四个承认以色列的国家。1949年5月11日，乌拉圭与其他六国共同投票支持以色列加入联合国。以色列驻蒙得维的亚大使馆是全球第四所以色列驻外使馆。雅科夫·祖尔为首任以色列驻乌拉圭大使。
乌拉圭驻以色列大使馆最初设于特拉维夫。1957年，乌拉圭政府决议将其迁往耶路撒冷，理由是耶路撒冷为以色列行政机构所在地，外交代表机构亦应设于此。1980年以色列颁布《耶路撒冷法》后，公民军事独裁政权将使馆迁回了特拉维夫。

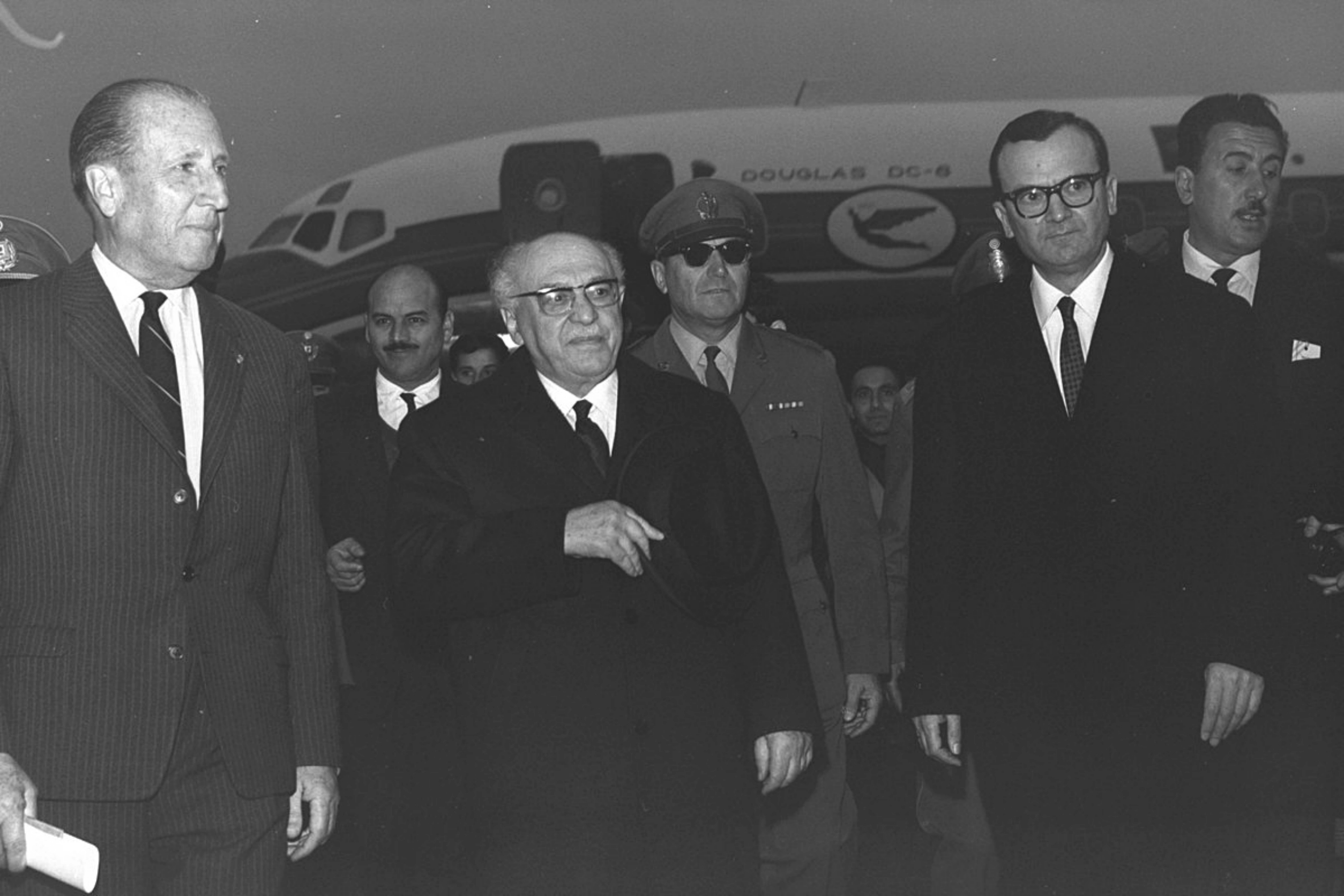
1966年扎勒曼·夏扎尔抵达卡拉斯科国际机场

1966年，以色列总统扎勒曼·夏扎尔访问乌拉圭，这是以色列总统首次访问该国。访问期间，两国签署了和平利用原子能的合作协议。1986年，乌拉圭总统胡利奥·玛丽亚·桑吉内蒂正式访问以色列，这是乌拉圭总统首次访以。访问期间，两国签署了涉及社会保障、投资、医疗及兽医领域的合作协议。

### 21世纪
2008年8月，乌拉圭总统塔瓦雷·巴斯克斯对以色列进行正式访问。访问期间，两国签署了促进工业研发合作的协议。2010年，以色列与南方共同市场（含乌拉圭）签署自由贸易协定。
2011年，乌拉圭承认巴勒斯坦国，但未具体承认边界。

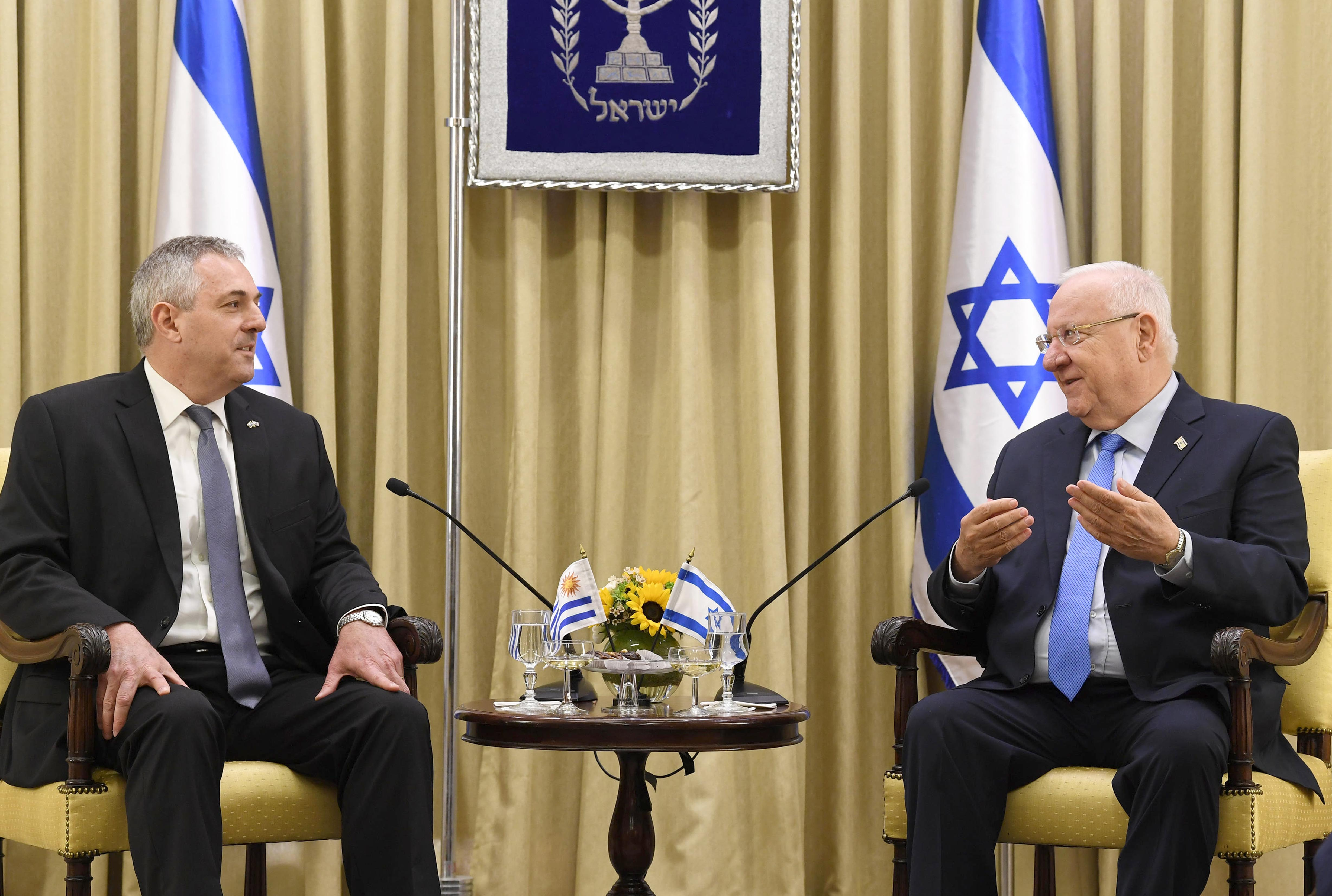
2017年11月以色列总统鲁文·里夫林会见新任乌拉圭驻以色列大使

2016年，以色列驻蒙得维的亚大使馆向乌拉圭洪灾地区运送救援物资，洪灾致当地逾1.3万人流离失所。
2020年9月29日，联合国观察组织披露乌拉圭投票支持一项“专门指控以色列侵犯妇女权利”的联合国决议后，乌拉圭解除了其一名高级外交官的职务。时任外交部长弗朗西斯科·布斯蒂略声明称，该国对以色列的反对票属于“技术性错误”，并已免除外交部政治事务总司长巴勃罗·萨德（Pablo Sader）大使职务。布斯蒂略强调，乌拉圭的外交政策“将延续其捍卫以色列权利的历史立场”
2023年8月，乌拉圭宣布将在耶路撒冷设立外交办事处，旨在加强创新领域合作。此举促使联合国巴勒斯坦被占领土问题特别报告员弗朗西斯卡·阿尔巴内塞及巴勒斯坦驻乌拉圭大使馆呼吁乌拉圭政府重新考虑该决定。该办事处于2024年12月启用，由乌拉圭国家研究与创新署监管，该机构此前已与耶路撒冷希伯来大学签署合作协议。
2023年10月7日哈马斯袭击以色列后，乌拉圭总统路易斯·拉卡列·波乌表示强烈谴责哈马斯的袭击，并呼吁“立即停止针对以色列人民的暴力行径”。乌拉圭外交部发表声明，表示乌拉圭政府和人民“以最坚定的态度谴责正在进行的针对以色列及其人民的恐怖主义行径”。
2025年5月，以色列国防军在杰宁的一次外交活动期间朝乌拉圭外交人员方向鸣枪示警，乌拉圭遂召见以色列驻乌大使。

## 经贸关系
2007年12月16日，在蒙得维的亚召开的元首峰会期间，两国总统签署《以色列自由贸易协定》（Tratado de Libre Comercio con Israel）。此协定是南方共同市场自1991年成立以来签订的首份自贸协定，谈判历时两年完成。乌拉圭外长雷纳尔多·加尔加诺在记者会上表示：“这是南方共同市场首次以整体名义与他国签署条约。此项谈判虽耗时推进，但最终圆满达成。”
该贸易协定覆盖90%的贸易商品，采用渐进式关税减免的四阶段时间表（立即生效、4年、8年及10年期）。农产品与工业品关税将在十年内完全取消。

## 国际合作
以色列国际发展合作中心（音译“马沙夫”）自1950年代末成立以来，长期致力于与发展中国家的技术合作。该机构利用以色列在农业、医疗、教育等领域的技术优势，通过提供技术培训和转移科技成果，持续帮助乌拉圭等国培养专业人才，推动国际发展合作。
乌拉圭沙洛姆俱乐部（Club Shalom de Uruguay），亦称乌拉圭以色列奖学金获得者协会（Asociación Uruguaya de ex-becarios de Israel; AUDEBI），成立于1990年，具有法人地位，成员均为获以色列政府资助赴以研修多领域课程的乌拉圭公民。

## 外交机构
- 以色列在蒙得维的亚设有大使馆。[44]
- 乌拉圭在特拉维夫设有大使馆。[45]